# Storia del giallo
La storia del giallo coincide in gran parte con la storia del genere poliziesco, dato che l'evoluzione e lo sviluppo dei "nuovi filoni" del genere giallo (fra cui il thriller, la spy-story ed il giallo psicologico) è avvenuta solo in tempi relativamente recenti.
Il termine "giallo" in questa accezione si usa solamente nella lingua italiana e ciò si deve alla collana I Libri Gialli, ideata da Lorenzo Montano e pubblicata in Italia da Arnoldo Mondadori a partire dal 1929: il termine giallo, dal colore della copertina, ha sostituito in Italia quello di poliziesco, rimasto peraltro nei paesi francofoni (roman policier e polar), e viene usato non solo per indicare il genere di romanzo ma spesso, nel linguaggio giornalistico, anche per riferirsi a fatti di cronaca delittuosi o comunque misteriosi.

## Le origini del giallo
Benché esistano in letteratura numerosi esempi di storie in cui sono presenti elementi assimilabili al giallo (si veda, ad esempio, il romanzo Delitto e castigo di Fëdor Dostoevskij), tradizionalmente la data di nascita del genere viene fatta coincidere con la pubblicazione, nel 1841, de I delitti della via Morgue di Edgar Allan Poe, il primo dei tre racconti in cui compare il personaggio di Auguste Dupin, un investigatore che riesce a risolvere i casi criminali senza nemmeno recarsi sul luogo del delitto, solo sulla base di resoconti giornalistici grazie alle sue enormi capacità deduttive.
Il personaggio Dupin crea un modello al quale si ispireranno quasi tutti i più importanti autori degli anni successivi, da Émile Gaboriau con il suo Monsieur Lecoq (apparso nel 1863) ad Arthur Conan Doyle con il celebre Sherlock Holmes, apparso per la prima volta nel romanzo Uno studio in rosso del 1887.

## I primi gialli italiani
Come ha documentato Massimo Siviero, il primo giallo italiano è stato Il mio cadavere di Francesco Mastriani uscito nel 1852 con l'editore Rossi di Genova. Nel romanzo ci sono tanto di cadavere e di medico legale, il dottor Weiss, che ebbe subito il sospetto di una morte per avvelenamento. Il libro fu prima pubblicato in appendice sul periodico napoletano di politica e cultura L’Omnibus. La prima puntata (‘’La famiglia dello stradiere’’) uscì il 13 dicembre 1851. Il giornale aveva una cadenza bisettimanale.
Anche Il cappello del prete, romanzo di Emilio De Marchi, pubblicato nel 1888, può essere considerato uno dei primi romanzi gialli in lingua italiana, e fra i più interessanti dell'epoca.
In Italia a partire dal 1929, i primi romanzi sono stati pubblicati in copertine gialle dall'editore Mondadori e quindi il genere è stato battezzato con il termine di "libri gialli" o "gialli".  Tali pubblicazioni divennero popolari dopo la guerra, in particolare influenzate dalla scuola americana Hard boiled della narrativa poliziesca. Scrittori famosi includono Leonardo Sciascia, Umberto Eco e Carlo Emilio Gadda.

## L'epoca classica
Il personaggio di Sherlock Holmes e i romanzi e racconti a lui dedicati, sono comunque universalmente riconosciuti come i primi veri gialli: Holmes diventa fin dagli esordi un vero e proprio culto, un modello destinato ad esercitare un'influenza decisiva su tutta la futura letteratura gialla. 
Il "modello Sherlock Holmes" ha resistito a lungo: per molti decenni, almeno fino agli anni trenta del novecento, i più famosi investigatori usciti dalla penna di autori americani ed europei possono essere tutti considerati discendenti diretti del "modello Holmes".
Gli investigatori letterari del periodo classico, Hercule Poirot e Miss Marple di Agatha Christie, Philo Vance di S. S. Van Dine, Lord Peter Wimsey di Dorothy L. Sayers, Anthony Gethryn di Philip MacDonald, il Dr. John Thorndyke di Richard Austin Freeman, il Dr. Lancelot Priestley di John Rhode ed Ellery Queen, pur con le loro peculiarità, e anche se ciascuno di essi rappresenta il tentativo di introdurre elementi nuovi, di stile o di contenuto, hanno ancora moltissimi elementi in comune con Sherlock Holmes.
Sono tutti abili deduttori e dotati della capacità di cogliere il vero significato di indizi apparentemente marginali, ed infine sono in grado di ricostruire la soluzione di ogni "rompicapo" su cui devono investigare, come ad esempio i cosiddetti "delitti della camera chiusa".
Gli investigatori "deduttivi" possono essere tutti considerati figli del positivismo ottocentesco, figli cioè di una incondizionata fiducia nelle capacità della logica, della ragione, della scienza. L'indagine porta alla unica soluzione possibile attraverso l'analisi dei segni e delle tracce lasciate nel luogo del delitto, un'analisi che conduce senza possibilità di errore alla verità, anche se le atmosfere tenebrose portano i racconti gialli dell'epoca, specie quelli di Sherlock Holmes, ad avvicinarsi anche alle suggestioni neogotiche.
Ci sono altri elementi che accomunano tutti gli investigatori dell'epoca classica del giallo: sono spesso dei benestanti, se non degli aristocratici, che indagano non per dovere, né per mestiere, e spesso neanche per denaro, ma per pura vanità intellettuale, per curiosità, quasi per diletto o per il semplice piacere di risolvere un enigma. Non rappresentano la legge, ma solo una aspirazione alla verità. Anche gli ambienti in cui si verificano i delitti sono quasi sempre altolocati e raffinati, lontani dai luoghi in cui avvenivano i fatti criminali della cronaca.
Il fatto che l'investigatore del giallo classico sia un "dilettante" è funzionale all'autore, poiché gli consente di far agire il suo detective in piena libertà di movimento e di scelte, dato che un vero investigatore del mondo reale, un poliziotto pagato dallo stato, non avrebbe potuto mai agire nelle sue indagini come la sua controparte letteraria.
Considerati a lungo semplice "letteratura di evasione", i gialli del periodo classico sottendono anche una forte componente etica e un chiaro processo catartico.
Nel giallo dell'epoca classica la inevitabilità della scoperta (e conseguente punizione) del colpevole ad opera dell'investigatore sottolinea il trionfo della giustizia, il ristabilimento delle regole, il ripristino dell'ordine sociale e morale violato dal delitto, un meccanismo d'altronde necessario, quasi indispensabile, per la società dell'epoca, ancora fortemente permeata dal rigore moralistico di derivazione vittoriana. In proposito Raymond Chandler fu molto critico

## Prima metà del Novecento
All'inizio del secolo il genere ha conosciuto sempre maggior fortuna, dapprima soprattutto di pubblico e poi di critica. Numerosissimi gli autori che vi si sono dedicati e che hanno raggiunto fama mondiale, da Raymond Chandler (1888-1959), a Rex Stout (1886-1975), padre di Nero Wolfe, fino alla già citata Agatha Christie (1890-1976) il cui primo romanzo, Poirot a Styles Court è del 1920.
Tuttavia, nonostante agli inizi del Novecento vi sia stato qualche tentativo di dare uno spessore meno freddo e più umano alla figura del detective e alle storie narrate - si veda ad esempio Padre Brown, il prete detective di Gilbert Keith Chesterton - bisognerà attendere la metà degli anni trenta perché alcuni autori comincino a sviluppare un vero superamento degli schemi del giallo classico. È in questa epoca che si sono delineate le due strade che parallelamente e quasi contemporaneamente, in Europa e in America, segnano l'allontanamento dal modello di giallo classico "alla Sherlock Holmes".

### Negli Stati Uniti
Negli Stati Uniti, tra gli anni venti e gli anni trenta, si fa strada un nuovo genere di giallo che verrà poi definito hard boiled (oppure noir, anche se i due termini non possono essere considerati sinonimi), caratterizzato da storie dove il delitto rappresenta uno degli elementi della narrazione, mentre grande risalto viene dato alla caratterizzazione dell'ambiente e alla descrizione psicologica dei personaggi, con toni oscuri e fortemente negativi. In questi romanzi lo stile si fa più tagliente, e spesso anche il linguaggio messo in bocca ai personaggi è più crudo, talvolta al limite del volgare anche con espressioni mutuate dal gergo della malavita. Gli sfondi ambientali sono spesso degradati e corrotti: sono le grandi metropoli americane che portano ancora i segni dalla terribile crisi del 1929, dove si muove una società dominata dal potere e dal denaro, un mondo dove i deboli e i buoni sono fatalmente destinati a soccombere di fronte alla schiacciante tenaglia potere-affarismo-malavita.
Davvero molto distanti dagli investigatori raffinati e aristocratici della scuola classica del giallo, i detective di questo filone sono quasi sempre dei "duri", avventurieri solitari e smarriti, personaggi disillusi dalla vita, spesso alcolizzati o forti bevitori, che non credono più in niente e in nessuno, e forse nemmeno in se stessi, specchio di un'America disincantata, in grande fermento, ma spietata. È il caso dei celebri investigatori come Sam Spade, ne Il falcone maltese di Dashiell Hammett, o Philip Marlowe di Raymond Chandler (entrambi interpretati sullo schermo da Humphrey Bogart), dei personaggi di James Ellroy ne Il grande nulla e L.A. Confidential e in parte anche degli eroi dell'87º Distretto di Ed McBain. Il genere avrà poi un largo seguito nel cinema americano anche nel dopoguerra: ne sono discendenti diretti Mike Hammer di Mickey Spillane e personaggi come quello di Gene Hackman in Il braccio violento della legge, di Clint Eastwood nei panni dell'ispettore Callaghan, o di Al Pacino in Heat - La sfida di Michael Mann, di Jack Nicholson in Chinatown, e così via.

### In Europa
Più o meno contemporaneamente, dall'altro lato dell'oceano, in Europa, proprio a partire dai primi anni trenta, qualcosa sta ugualmente cambiando, anche se i toni si mantengono meno duri che in America. In quegli anni Augusto De Angelis creava il personaggio del commissario De Vincenzi, una sorta di commissario Maigret italiano, che non ebbe grandissima fortuna, forse anche per la chiusura, anche culturale, da e verso il resto del mondo che il fascismo aveva generato, e per lo scarso gradimento che il regime aveva nei confronti del genere letterario poliziesco. Finalità propagandistiche e di ordine pubblico spinsero infatti il regime fascista a far "scomparire" il crimine dalle cronache dei giornali e dalla letteratura, tanto che nel 1943 si arrivò addirittura ad imporre il sequestro in Italia di "tutti i romanzi gialli in qualunque tempo stampati e ovunque esistenti in vendita", con la chiusura anche della famosa collana dei gialli Arnoldo Mondadori Editore, visti con sospetto come una sorta di istigazione a sovvertire l'ordine costituito, e perché in contrasto con l'immagine positiva e integra della società italiana che il regime intendeva veicolare.
Ma nel resto dell'Europa il genere continua a svilupparsi, e a metà degli anni trenta ad imporsi all'attenzione del grande pubblico è Georges Simenon, che con il suo commissario Maigret cambierà definitivamente l'idea di indagine e il concetto stesso di romanzo poliziesco, introducendo ambienti, personaggi e situazioni lontanissimi da quelli proposti dal giallo classico. Già a quell'epoca la letteratura europea, di fronte al definitivo declino del mondo aristocratico, ha iniziato ad occuparsi, sempre più spesso e sempre più da vicino, dell'uomo comune, del piccolo borghese, con una ricerca che si spinge sempre più in tematiche esistenziali, psicologiche e filosofiche. La letteratura poliziesca non può che seguire, si potrebbe dire in modo quasi naturale, questo clima, abbandonando via via le ambientazioni mondane e rarefatte per scendere nelle strade, fra le inquietudini della gente comune. Il romanzo poliziesco tende poco alla volta ad uscire dal ristretto ambito di una letteratura "di genere", innalzando sempre più il suo spessore stilistico e contenutistico, finendo per mescolarsi sempre più spesso con una letteratura di più ampio respiro.
Così, con Simenon, insieme al suo Commissario Maigret, arriva la Parigi delle "brasserie", dei quartieri popolari, ma anche della provincia francese. In questa atmosfera si immerge la profonda umanità di Maigret, che indaga senza indagare, per arrivare a una verità che si scopre spesso amara. Gli assassini di Simenon non sono raffinati geni del male, sono persone qualunque, che magari, pochi giorni prima, fino a che la loro comunissima esistenza non viene sconvolta da un imprevisto, non immaginano neanche lontanamente di essere capaci di uccidere. Maigret, al contrario dei suoi predecessori letterari, è un omaccione ordinario e vulnerabile, che nulla ha dell'eroe, è un piccolo borghese, uno stipendiato dallo stato. Nei romanzi di Simenon il colpevole viene spesso sospettato, se non individuato, relativamente presto nel corso della storia. Si tratta però di ricostruire la verità umana, l'antefatto che ha causato il dramma, e con esso le prove per poter incastrare il colpevole: l'attenzione dell'autore non è più centrata sulla costruzione di un meccanismo perfetto, di un enigma apparentemente insolubile che si sciolga magicamente nella sorpresa finale. Importante ora è raccontare una vicenda umana, attraversata da un dramma e, perché no, da un delitto.

## Seconda metà del Novecento

### Dagli anni cinquanta agli anni settanta
Il giallo perde dunque, almeno in parte, la funzione catartica e consolatoria che aveva nei primi anni, dominati dal modello inglese. Con il genere hard boiled americano, ma anche con Simenon, il giallo si fa improvvisamente meno ottimista, manifestandosi anche quella fallibilità della giustizia umana che in Friedrich Dürrenmatt, qualche anno dopo, verrà portata alle estreme conseguenze. Per Dürrenmatt lo stesso romanzo giallo è una costruzione artificiosa degli autori, poiché è spesso la casualità a decidere il successo o il fallimento di una trama investigativa, come intende dimostrare ad esempio con il suo La promessa - Un requiem per il romanzo giallo. Per l'autore svizzero tutta la macchina della giustizia, a partire dalla indagine poliziesca fino ai meccanismi giudiziario-processuali, è sostanzialmente incapace di cogliere la verità umana più autentica che si nasconde dietro al delitto.
La strada aperta troverà nei decenni seguenti numerosi seguaci in tutta Europa. Per l'Italia va ricordato Giorgio Scerbanenco, il maestro ideale di tutti i giallisti, anche attuali, italiani. I suoi romanzi, oltre ad essere dei piccoli gioielli del noir, riletti oggi appaiono anche come uno spaccato umanissimo e amaro dei nostri anni sessanta, che rivelano una Italia difficile, persino cattiva, ansiosa di emergere ma disincantata, certo lontana dall'immagine edulcorata e ottimista del boom economico di quegli anni che ancora oggi viene riproposta dai media.
Nel mondo del giallo degli anni settanta è sempre più presente il tema della prevaricazione del potere, dei suoi complotti e misfatti, e il relativo scacco delle investigazioni ha costituito un percorso fondamentale della vanificazione novecentesca del giallo. Non a caso, la denuncia delle responsabilità criminali delle istituzioni contraddistingue anche moltissimi dei gialli italiani dell'epoca, pubblicati a partire dagli anni quaranta: dal già citato Giorgio Scerbanenco a Fruttero & Lucentini, parecchi commissari protagonisti sono caratterizzati come perdenti. Il giallo si tinge allora dei colori della cronaca e assume in modo crescente le caratteristiche del noir. Non più l'ordine ristabilito con l'intervento risolutivo delle istituzioni e la palingenesi sociale, ma il disordine e il caos senza ritorno.

### Dagli anni ottanta ad oggi
Il giallo in epoche più recenti si è intrecciato sempre di più con tematiche a volte esistenziali, ma più spesso sociali e persino storiche e politiche. Basti pensare ad autori come Massimo Carlotto, Carlo Lucarelli, Andrea Camilleri, lo spagnolo Manuel Vázquez Montalbán (Pepe Carvalho) e Daniel Pennac, o Stieg Larsson, per citarne solo alcuni: in una società sempre più caratterizzata dai soprusi e dalla violenza, non avrebbe senso costruire una storia classica all'inglese sganciata dal contesto. Come ha scritto Massimo Siviero il romanzo d'evasione diventa allora romanzo d'invasione delle coscienze addormentate: deve scuotere più che divertire.
Su questa scia non può essere trascurato in particolare il grande successo riscosso in Italia, a partire dagli anni novanta, dalla serie di gialli di Andrea Camilleri che hanno come protagonista il commissario Montalbano, successo poi replicato e amplificato dalla fortunata serie televisiva tratta dai romanzi. La inconsueta ma suggestiva ambientazione nella piccola provincia siciliana (i romanzi stessi sono caratterizzati dall'uso di un italiano fortemente contaminato da elementi della lingua siciliana), l'ironia sottesa nel testo e l'umanità dei personaggi, oltre ai raffinati intrecci polizieschi, che tuttavia non perdono mai di vista uno sfondo sociale ben delineato, sono certamente gli elementi che determinano il successo della serie.
A partire dagli anni novanta del novecento, si è imposta anche una schiera di giallisti scandinavi, quali Stieg Larsson, Henning Mankell, Jo Nesbø, Camilla Läckberg, Per Wahlöö, Liza Marklund, autori le cui opere sono accomunate dalle ambientazioni nordiche (nelle quali il freddo, la neve, le lunghe notti invernali sono spesso dominanti), da investigatori in varia misura "anomali" sul piano umano e investigativo, e da strette relazioni dei fatti criminosi e delle relative indagini con tematiche di forte impatto sociale. I gialli di autori scandinavi hanno avuto spesso grandissima diffusione in tutto il mondo, e in molti casi dai romanzi originali sono state tratte versioni cinematografiche di successo.
In ogni caso, la divaricazione fra il giallo di stampo anglosassone e quello di tipo europeo, iniziata con Simenon e proseguita con Dürrenmatt, resterà praticamente fino ai giorni nostri. Diverse ragioni culturali, ma non ultime anche commerciali, hanno fatto sì che nel mondo anglosassone, seppure fra svariati innesti innovativi, si perpetuasse una tradizione vicina all'investigazione di stampo classico, mentre in Europa la diffusione di questo genere è andata riducendosi fino quasi a scomparire.
Non mancano tuttavia esempi di autori devoti al giallo classico che lo hanno riprodotto nelle loro opere: basti pensare a Gōshō Aoyama e al suo famoso manga Detective Conan, cominciato nel 1994, che ripropone lo stereotipo dell'investigatore infallibile, la deduzione come principale strumento di indagine, e la struttura di alcuni gialli, come i delitti impossibili e quelli in una stanza apparentemente chiusa dall'interno.

## Contaminazioni e ibridismi
Bisogna comunque osservare che il tentativo di autori e editori di fare la differenza, in un'autentica epidemia commerciale del fenomeno del romanzo mystery, con l'esplosione di contaminazioni e più ancora di ibridismi ha assunto toni da approfondire. All'ispirazione positivistica richiesta nel romanzo d'indagine subentrano diffusi elementi antinomici di convivenza dell'investigazione con il mondo dell'occulto, del paranormale e dell'aldilà..
A parte l'uso di atmosfere gotiche plausibili oltre che accattivanti per il fascino che riescono ad esercitare, nel romanzo giallo si assiste a una trasformazione strutturale non sempre compatibile con una narrazione per sua natura razionale. Sarebbe inadeguata una citazione al riguardo sul fenomeno per la sua diffusione a macchia di leopardo anche in trasposizioni seriali TV. La conclusione di questa non breve fase di transizione e di assestamento rivelerà la direzione del nuovo romanzo giallo.